# Thom Mayne
Thom Mayne (ur. 19 stycznia 1944 w Waterbury w stanie Connecticut) – amerykański architekt, laureat Nagrody Pritzkera w 2005.
Mayne studiował architekturę na University of South California i w 1968 uzyskał stopień bakałarza, zaś po dalszych studiach na Uniwersytecie Harvarda w 1978 tytuł magisterski (master). Jest współzałożycielem Southern California Institute of Architecture (SCI-Arc), pracuje w założonym w 1972 biurze Morphosis.
,,
Mayne został przez jury Nagrody Pritzkera określony jako innowator i ze swoją duszą bojownika i dążnością do zmian jako owoc wywrotowych lat 60. Architektura Mayne'a charakteryzuje się złożonymi formami geometrycznymi, a jego odważny styl odzwierciedla zdaniem jury jedyną w swoim rodzaju, w pewnym sensie pozbawioną korzeni kulturę południowej Kalifornii.

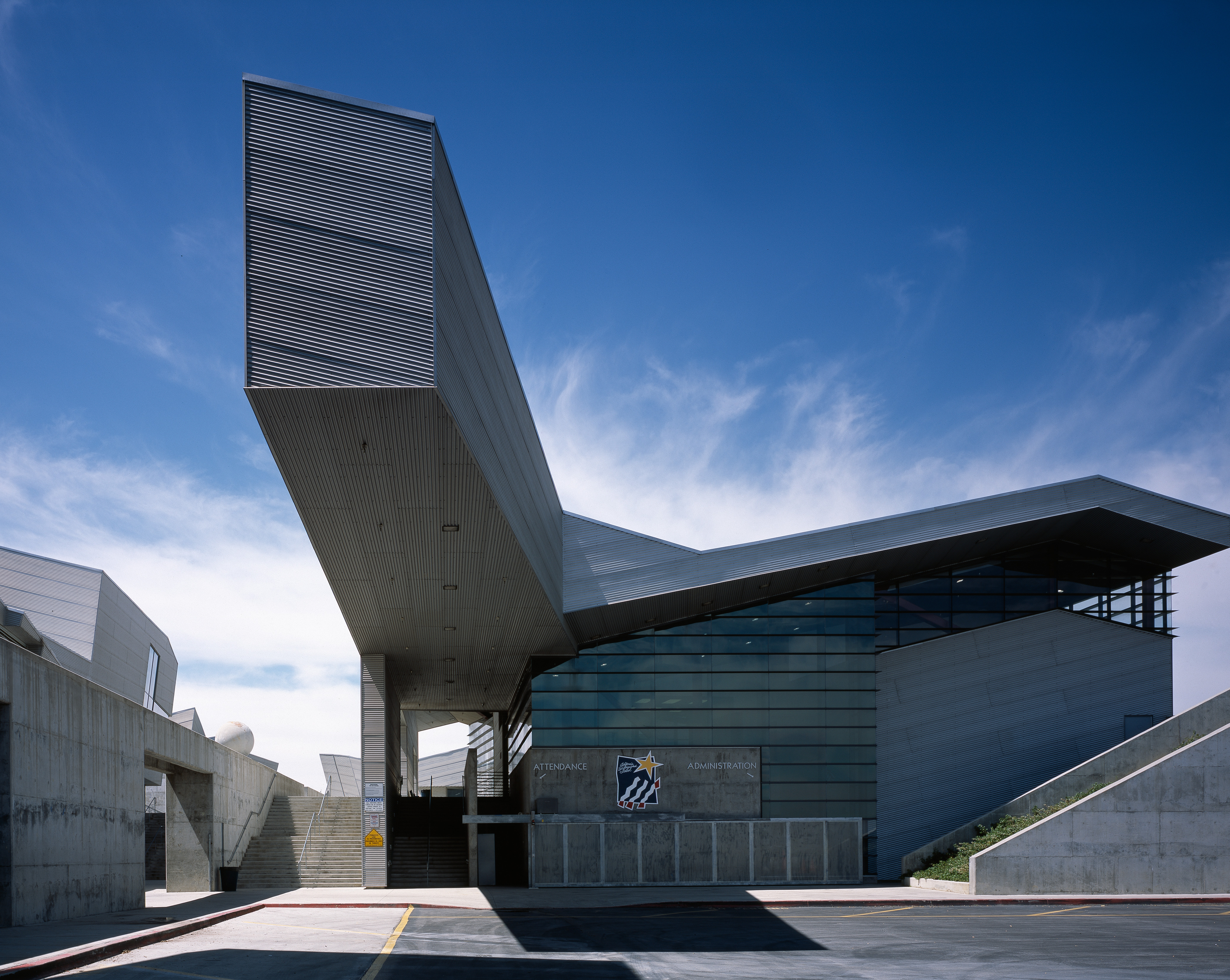
Diamond Ranch High School w Pomonie w Kalifornii, USA (1999)

## Wybrane dzieła (z biuremMorphosis)
- willa Crawfordów w Monticeto, 1990
- zespół mieszkaniowy w Madrycie
- Diamond Ranch High School w Pomonie w Kalifornii, 1999
- Hypo-Bank w Klagenfurt am Wörthersee – szklano-stalowa elewacja, 2002
- budynek administracji rządowej stanu Kalifornia – w budowie
- projekt wioski olimpijskiej na Igrzyska Olimpijskie w 2012 w Nowym Jorku – zdecydowano o jego realizacji mimo nieprzyznania miastu olimpiady
- budynek kampusu Emerson College w Los Angeles, 2014